# Jim Jensen
Pour les articles homonymes, voir Jensen.
James A. Jensen, couramment appelé Jim Jensen (2 août 1918–14 décembre 1998), est un « chercheur d'os », plus connu sous le nom de « dinosaur Jim ». 

## Biographie
Né dans une ferme de l’Utah, Jensen trouva ses premiers fossiles dans les montagnes environnantes. Après d'âpres études, il devint directeur d’un laboratoire de recherche à l’université Brigham Young. Mais étant un homme d’action, il préférait les fouilles. Aussi organisa-t-il un réseau sur le terrain qui l’informait sur les découvertes de dinosaures et les endroits où chercher. Un jour, un employé d’une scierie, du nom d’Eddie Jones, lui suggéra de fouiller dans un endroit appelé « Dry Mesa » (« plateau sec »). Jensen y découvrit les restes du plus grand dinosaure jamais découvert jusqu’alors. Il le nomma Supersaurus. En 1979, il découvrit au même endroit un dinosaure encore plus grand, l’Ultrasaurus.
Lors d’une autre fouille, avec deux étudiants, il découvrit des os inhabituels, qu'il fit analyser par Dale Russell, un spécialiste des dinosaures de la fin du Crétacé. Russell en conclut que c’était un Tyrannosauridae, mais sans pouvoir dire de quel type.

## Source
- « Sur les traces des géants de la préhistoire », magazine Dinosaure no 18